# 布里塔妮·麦克莱恩
布里塔妮·麦克莱恩（英語：Brittany MacLean，1994年3月3日—）生于安大略省密西沙加，是一名加拿大女子游泳运动员，主攻自由泳。她的姐姐Heather同样也是一名游泳选手，并和她一同征战2012年伦敦奥运。2016年8月，她参加里约奥运，联同队友获得女子4×200米自由泳接力铜牌。同年10月，她正式宣布退役，决定将精力集中于大学的学业当中。